# Aartsbisdom Ibagué
Het aartsbisdom Ibagué (Latijn: Archidioecesis Ibaguensis) is een rooms-katholiek aartsbisdom met als zetel Ibagué, in Colombia. De aartsbisschop van Ibagué is metropoliet van de kerkprovincie Ibagué, waartoe ook de volgende suffragane bisdommen behoren:
- Espinal
- Garzón
- Líbano-Honda
- Neiva

## Geschiedenis
Het aartsbisdom werd opgericht op 20 mei 1900, als het bisdom Ibagué, uit delen van het opgeheven bisdom Tolima, en was suffragaan aan het aartsbisdom Bogotá. Op 14 december 1974 werd het verheven tot metropolitaan aartsbisdom. 

## Parochies
Het aartsbisdom had in 2021 een oppervlakte van 6.044 km2 en telde 687.400 inwoners waarvan 95,1% rooms-katholiek was.

## Ordinarii

### Bisschoppen
- Ismael Perdomo Borrero (8 juni 1903 - 5 februari 1923)
- Pedro María Rodríguez Andrade (10 april 1924 - 17 maart 1957)
- Arturo Duque Villegas (17 maart 1957 - 7 juli 1959; hulpbisschop sinds 7 mei 1949)
- Rubén Isaza Restrepo (2 november 1959 - 3 januari 1964)

### Aartsbisschoppen
- José Joaquín Flórez Hernández (17 maart 1964 - 25 maart 1993)
  - Fabián Marulanda López (hulpbisschop: 15 juli 1986 - 22 december 1989)
- Juan Francisco Sarasti Jaramillo (25 maart 1993 - 17 augustus 2002)
- Flavio Calle Zapata (10 januari 2003 - 19 maart 2019)
  - Miguel Fernando González Mariño (hulpbisschop: 11 februari 2016 - 19 december 2020; apostolisch administrator: 21 maart 2019 - 19 juli 2020)
- Orlando Roa Barbosa (29 mei 2020 - heden; hulpbisschop 12 mei 2012 - 30 mei 2015)

## Galerij van afbeeldingen

Wapen van het aartsbisdom Ibagué

Ibagué (aartsbisdom) · Espinal · Garzón · Líbano-Honda · Neiva